# Stenorhopalus annulatus
Stenorhopalus annulatus är en skalbaggsart som först beskrevs av Philippi F. och Philippi R. 1864.  Stenorhopalus annulatus ingår i släktet Stenorhopalus och familjen långhorningar. Inga underarter finns listade i Catalogue of Life.